# Бруснична
Брусни́чна (рос. Брусничная) — селище у складі Верхньокамського району Кіровської області, Росія. Входить до складу Лісного міського поселення.
Населення становить 1 особа (2010, 16 у 2002).
Національний склад станом на 2002 рік — росіяни 69 %.